# Карнатическая музыка
Карнати́ческая му́зыка (музыка Карна́така, Карна́так или Карна́тик, название связывают со штатом Карнатака, находящемся на юго-западе Индии) — индийская классическая музыка, сохранившаяся на юге Индии, преимущественно в штатах Тамилнад, Керала, Карнатака, Андхра-Прадеш и Телингана и др. Включает две составляющие — светская и сакральная музыка.
Основу карнатической музыки составляют:
- ритм — талам, который подразделяется на семь групп, имеющих имена собственные и математическую формулу;
- свары, соответствующие ступеням в европейской музыке;
- музыкальные композиции — джатисварамы, гиты, свараджати, варнамы, киртаны, крити, падамы, джавали, тиланы;
- раги — ладово-мелодические построения.

## Структура музыки
Музыка Карнатака состоит из трех основ: ритм (талам), свары, раги.

### Талам
Карнатическая музыка включает семь основных групп — дхрува, матья, рупака, джампа, трипута, ата, эка. В сочетании с пятью джати — тисрам (3 счёта), чатурасрам (4 счёта), кхандам (5 счётов), мисрам (7 счётов) и санкирна (9 счётов), образуется 35 видов талам.
В сочетании в пятью видами гати — тисрам, чатурасрам, кхандам, мисрам и санкирна, образуется 175 видов талам.

### Свары
Свары — вторая основа карнатской музыки. Свара (санскрит) образуется из двух слов: «свар» — небо или свет и «ра» — давать, дарить. Свара — небесный дар, или небом данный.
Свара — музыкальный звук одного тона, или тон. Свары не привязаны к высоте звучания и соответствуют ступеням в европейской музыке.
- Шаджам Sa, 1 ступень, тоника.
- Ришабхам Ri, 2 ступень
- Гандхарам Ga, 3 ступень
- Мадхьямам Ma, 4 ступень
- Панчамам Pa, 5 ступень, квинта
- Дайватам Da, 6 ступень
- Нишадам Ni, 7 ступень

Основным тоном и первой ступенью является Sа (Са). Её высота определяется и может быть зафиксирована на любой частоте, в зависимости от диапазона голоса и высоты звучания инструмента (в отличие от нот европейской музыки, имеющих статичную высоту звучания).

#### Мифологема происхождения свар
По легендам, свары появились из пяти лиц Шивы, когда он произносил речь на горе Кайлас. Подобно тому как в семье дают имена детям, создатель мира Брахма дал имена сварам. Считается, что звучание свар, проявленных в нашем материальном мире, связано с проявлением матери — природы, когда тон каждой свары соответствовал животному или птице.
Свары являются живыми существами, с именами, телом определённого строения и характеристик, с соответствующим им цветом и характером.

#### Характеристика свар
Основных семь свар можно разделить на постоянные и меняющиеся.
Две постоянные свары — Sa (первая, первая ступень, тоника) и Pa (пятая, пятая ступень, квинта) называют пракрити-свары. В музыке Карнатака Sa и Pa звучат постоянно (как чистая квинта), и на их фоне поются (или играются) другие свары. Инструмент, дающий постоянное звучание свар Са и Па — танпура.
Пониженные свары называются комаль (бемоль — в европейской музыке). Они соответствуют левой половине тела, левому каналу — Ида, проходящему вдоль позвоночника и связаны с интуицией и эмоциями.
Повышенные свары называются тхивра (диез — в европейской музыке). Они соответствуют правой половине тела, правому каналу — Пингала, проходящему вдоль позвоночника и связаны с логикой.
Пять врикрити (меняющихся) свар с понижением или повышением дают в сумме десять. Две пракрити (постоянные) свары (Sa и Pa) и десять врикрити (меняющихся) свар вместе составляют число 12 (соответствующее 12 полутонам в европейской музыке). Этот принцип действителен и используется с точки зрения практики — пения и инструментальной игры.
Врикрити (меняющиеся) свары — Ри (2-я ступень), Га (3-я ступень), Да (6-я ступень) и Ни (7-я ступень) имеют по три формы: пониженная, чистая, повышенная. При этом некоторые свары отличаются в теории друг от друга, но на практике это один и тот же звук. Таким образом мы получаем 16 свар.
Свары, совпадающие друг с другом по звучанию, называют «близнецами». Они не могут входить в состав одной раги. Но их наличие очень важно в теории музыки Карнатака, так как только имея в наличии 16 свар, по заданному математическому алгоритму, мы можем получить семью Мелакарта Рагас — 72 раги, составляющие третью основу музыки Карнатака.

### Раги
За историю музыки Карнатака существовала множество систем классификации раг. Это системы Рамаматьи, Венкатамахина, Мутхусвами Дикшитара, Говиндачарии.
Система Говиндачарии является наиболее используемой в музыке Карнатака и носит название 72 раги семьи Мелакарта.
72 раги семьи Мелакарта делятся на две большие группы:
- 36 раг, у которых в строе присутствует М1 — Суддха Мадхьямам (чистая кварта);
- 36 раг, у которых в строе присутствует М2 — Пратхи Мадхьямам (увеличенная кварта).

Другие системы классификации и связи между ними и системой Мелакарта Рагас подробно в книге Миланы Северской «Музыка Карнатака».

## Музыкальные формы
Карнатская музыка имеет четкую структуру музыкальных форм (произведений). Они следующие:
- упражнения,
- гита,
- сагита (сулади),
- свараджати,
- джатисварам,
- варнам,
- рагамалика,
- падам,
- киртанам,
- крити,
- аштапади,
- джавали,
- дару,
- тилана.

Каждой музыкальной форме соответствует своя фиксированная структура и характерные особенности исполнения, которые не отражаются в нотации, а передаются при обучении от учителя ученику.

## История музыки
История развития карнатической музыки делится на три больших периода:
- древний (до IV века нашей эры),
- средний (V—XVI века),
- современный (с XVII века — по настоящее время).[3]

## Теория музыки в литературных источниках
Канонические теоретические труды о карнатической музыке носят название Лакшанаграндхас. Ознакомиться с переченем этой литературы Лакшанаграндхас, с указанием названий книг, авторов, сроков написания и краткого содержания непереведённых на русский и английский язык трудов можно в исследовании Миланы Северской.

## Композиторы
Выдающиеся композиторы карнатической музыки:
- Таллапака Аннамачарья,
- Пурандара Даса,
- Оотхуккаду Венката Кави,
- Пачимириам Адияппа[англ.],
- Садашива Брахмендра[англ.],
- Пайдала Гурумурти Шастри[англ.],
- Шьяма Шастри,
- Тьягараджа,
- Мутхусвами Дикшитар,
- Вина Куппайяр[англ.],
- Свати Тирунал[англ.],
- Манамбучавади Венкатасуббайяр,
- Тачур Сингарачарьюлу,
- Патнам Субрамания Айер[англ.],
- Тирувотриюр Тягайер,
- Шаткала Нарасая,
- Танджавурский квартет[англ.],
- Папанасам Сиван[англ.].

## Инструменты
Инструменты карнатической музыки делятся на четыре типа:
- Тхата вадьям — струнные. Из цельного дерева или деревянных частей делается корпус, на котором натянуты струны. Струны могут быть из меди, из жил животных, или синтетические. Играют на них пальцами или медиаторами.
- Сушира вадьям — полые (духовые). Эти инструменты могут быть изготовлены из разных материалов, в том числе из бамбука. В их корпусе есть отверстия. Звуки извлекаются путем нагнетания воздуха ртом с соответствующей сменой пальцев на отверстиях, что позволяет извлекать звуки разной высоты.
- Аванатта вадьям — кожаные. Инструменты делаются из дерева (или глины) и обтягиваются кожей. На них играют ладонями, пальцами, иногда палочками разных размеров.
- Гана вадьям — металлические. Инструменты, сделанные из бронзы.

Основные инструменты карнатической музыки:
Чанде, ченда, гхатам, канджира, маддале, южноиндийский мридангам, тавиль, читравина или готтувадхьям, сарасвати вина, тампура, морсинг, надасварам, отту, вену, якшаганские колокола, скрипка.

## Этикет в традиции обучения
Выдающиеся деятели карнатической музыки носят титул Сангита видван. Сангита видван — человек, имеющий «виду» (знание определённой науки или искусства). Термин обычно используется для музыкантов индийской классической музыки, чтобы обозначить степень их мастерства и опыт в исполнении концертов классической музыки.
Видван также может означать докторскую степень. Звание «Сангита видван» применяется к 4 категориям:
- Те, кто выступает на сцене.
- Те, кто разбирается в музыке, музыкальной грамоте и знает музыкальные тонкости.
- Композиторы и авторы музыкальных произведений.
- Преподаватели музыки — те, кто знает Сангита Шастру и обладает необходимыми качествами для обучения других.

Из этих четырёх категорий наиболее важна четвёртая — преподаватели, так как они разбираются в остальных трех категориях. Именно через преподавателей ученики получают благословение на профессиональную деятельность.
Традиционная система обучения музыки носит название гурукуллы. Её особенностью было большое внимание выстраиванию отношений «учитель — ученик» и прямой, непосредственной передаче знаний по системе шрути, из уст в уста, от уха к уху. В настоящее время гурукулла уступила место западной системе обучения.
Характеристики качеств ученика, учителя, рекомендации для процесса обучения, для вокалистов являются важными аспектами, которым уделяется большое внимание при посвящении в традицию и которые сохраняются непрерывно на протяжении более 4500 лет, как и культура Индии.

## Отличительные черты карнатической музыки
Карнатическая музыка имеет и сохраняет отличительные черты, которые не позволяют отнести её к разряду этнических или региональных традиций:
- великолепно разработанная теоретическая база, которая делает карнатскую музыку сопоставимой с любой другой музыкальной системой мира любой сложности;
- высокоразвитая система талам (ритма), которая обогатила карнатскую музыку научным, систематизированным и уникальным во всех отношениях подходом;
- глубоко духовная основа, рассматривающая музыку как духовную практику (садхану), как тапасью (покаяние), как надопасану (путь преданности);
- система музицирования, опирающаяся на теорию и практику, благодаря которым достигается идеальная, или «абсолютная музыка», и становятся возможны глубочайшие состояния переживания духовного опыта[5].

Именно эти черты дают основание для предположения, что карнатическая музыка является образцом примитивной музыки в состоянии великолепной сохранности и допустить, что более древнего и полного свидетельства о доисториоческой музыке найти не удастся, назвав карнатическую музыку — в духе индийской поэтики — прабабушкой всего музыкального культурного наследия планеты.